# Park Kwang Sung
Park Kwang Sung (* 1962 in Busan, Südkorea) ist ein südkoreanischer Künstler und Maler.

## Leben
Park studierte Kunstpädagogik an der Seowon-Universität in Südkorea. Er lebte und arbeitete von 1991 bis 2003 in Paris und unterhielt dort ein Atelier. 1992 begann er ein Studium der Philosophie und Ästhetik mit Abschluss Master im Jahr 1997. Danach arbeitete er an der Universität Paris VIII im Bereich der plastischen Künste. Seit 2003 hat Park seinen Lebensmittelpunkt wieder in Südkorea sowie in Essen. Seit 2007 arbeitet er als Professor an einer koreanischen Kunstakademie.

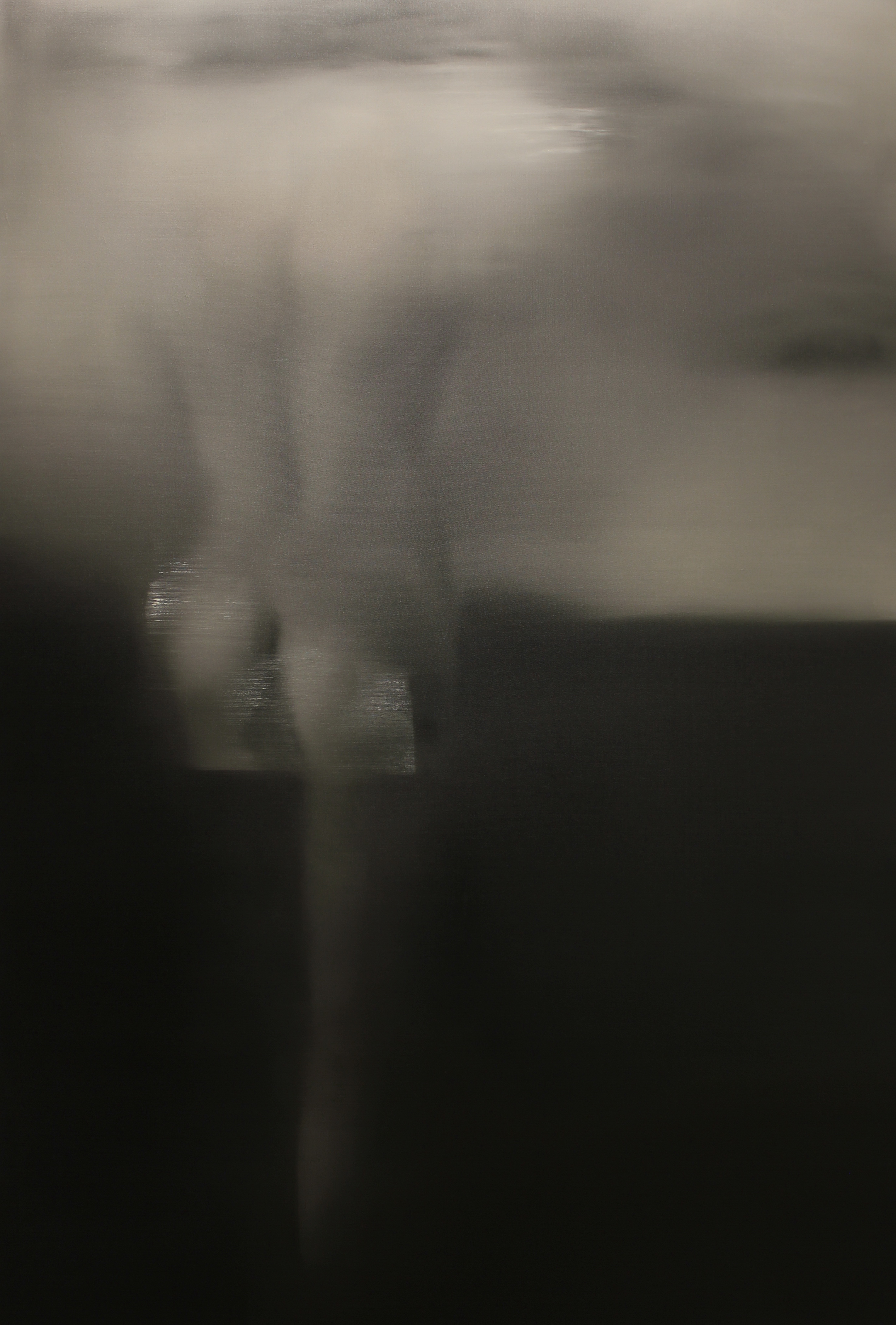
To have and To be (Nude)

Die Spiritualität Koreas und die Kultur Frankreichs finden Eingang in seine Bilder. Seine Porträts, Landschaften und Akte sind in Schwarz, Weiß und Grau gehalten.  Seine Arbeiten sind auf internationalen Kunstmessen und Ausstellungen zu finden.

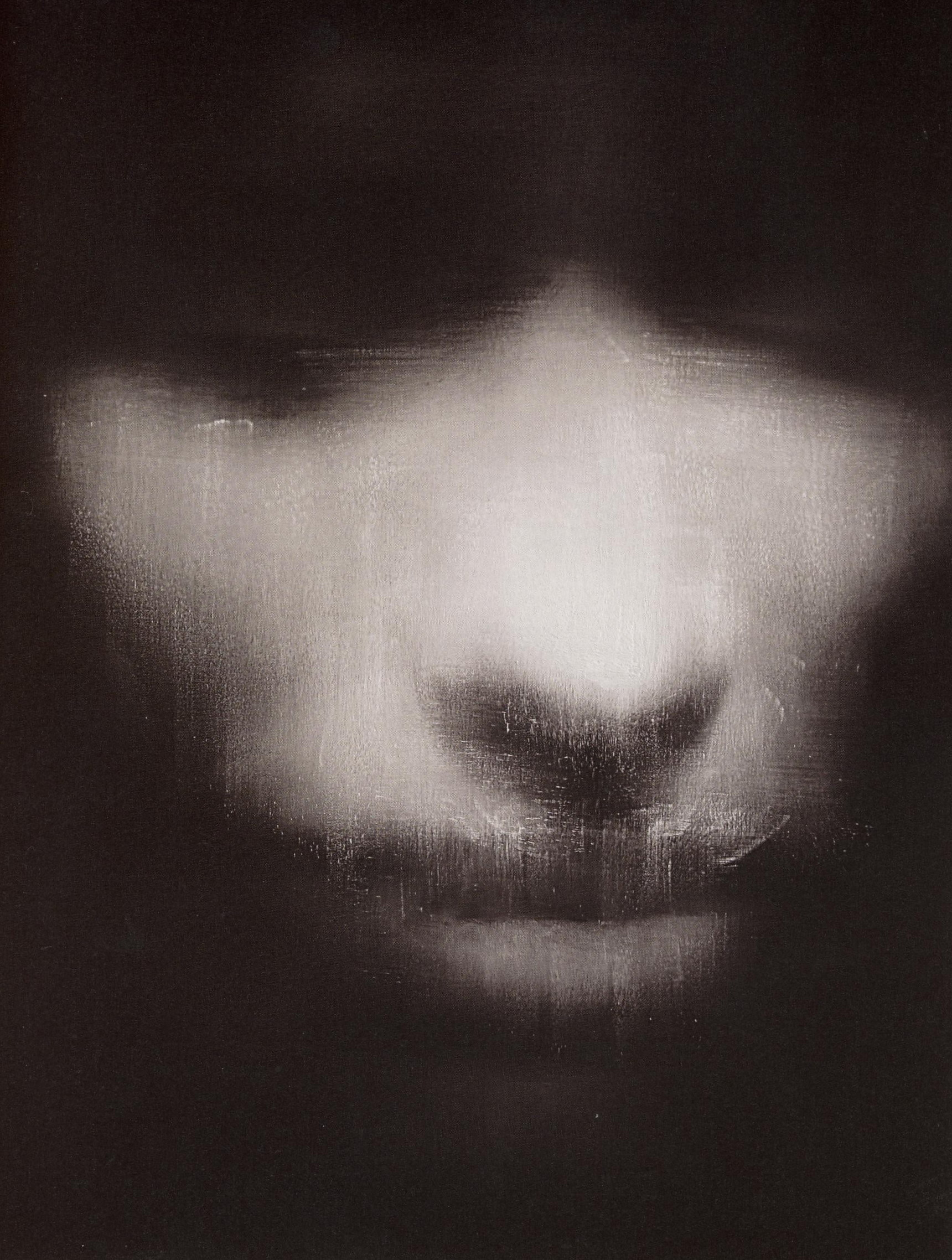
To have and To be (Face)

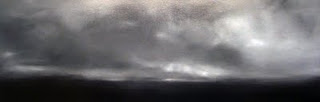
To have and To be (Landscape)

## Ausstellungen (Auswahl)

### Einzelausstellungen
- 1991 Battanggol Gallery, Seoul
- 1994 Mdm.Polla Gallery, Seoul
- 1995 Yega Gallery, Seoul
- 1996 Choi Gallery, Seoul
- 1998 St. François Xavier Exposition Hall, Cormontreuil (France); Chosun Art Gallery, Seoul; Le toit de la Grande Arche, La Défense, Paris
- 1999 “Best Artists Show” Seoul Art Fair, Seoul Arts Center; Korean Culture Center at Paris
- 2000 Galerie Klose, Essen
- 2001 Art Core Gallery, Toronto (Kanada)
- 2002 Florence Touber Galerie, Paris
- 2003 Juan Ruiz Galerie, Maracaibo (Venezuela)
- 2004 KCAF Bhak Gallery, Seoul fine art center, Seoul
- 2006 Galerie Best, Seoul
- 2007 Vonderbank Artgalleries, Hamburg und Berlin
- 2008 Juan Ruiz Gallery, Maracaibo (Venezuela)
- 2009 Der Bogen Werkstattgalerie, Arnsberg-Neheim
- 2011 Galerie Klose, Essen
- 2012 Gallery Yeh, Seoul; Art Galerie, Siegen
- 2013 „The Color of Fragrance“, Galerie Klose
- 2013 „Berliner Liste“, Berlin
- 2013 „KIAF 2013“, Seoul
- 2013 „C.A.R.“, Essen
- 2015 „to have and to be“ Galerie Klose, Essen
- 2017 „to have and to be“ Galerie Klose, Essen
- 2017 „to have and to be“ Sophi´s Gallery Seoul, Südkorea
- 2019 „Beyond Borders“ Unit Gallery London

### Performance
- 1989 La Mémoire du chamanisme et de l’humanisme University of Seo Won, Chung Ju
- 1991 „La vue sur la réalité“ Chung Ju Arts Museum, Chung Ju, „Gestuell + Extérieur“ Lîle de Nami, Nami
- 2001 „avoir et être“, Performance for the artist, Kennedyplatz Essen

## Preise
- 1998 43 Salon d’Art Contemporain de Montrouge / GRAND PRIX